# Хрипин, Василий Владимирович
Василий Владимирович Хрипин (1893, Никулино, Ярославская губерния — 29 июля 1938, Коммунарка) — советский военачальник, деятель авиации, комкор (1935).

## Биография
Родился в 1893 году в деревне Никулино Брейтовской волости Мологского уезда Ярославской губернии. Образование получил в Ярославском учительском институте.
Участник Первой мировой и Гражданской войн.
Военную службу начал в 85-м зап. пехотном полку в сентябре 1914 года. В 1915 году закончил Александровское пехотное училище и в чине подпоручика назначен лётчиком-наблюдателем в 21-й корпусной авиаотряд; в 1916 году окончил курс в Гатчинской авиационной школе (полётный экзамен сдал 15 июля 1916) и получил звание военного летчика. По прохождению истребительного класса в Одесском отделе Гатчинской авиашколы был назначен в 5-й истребительный авиаотряд, в котором прослужил до июня 1919 года сначала в должности лётчика, а после Октябрьской революции — выборным командиром отряда.
В начале 1918 года добровольно вступил в Красную Армию и в феврале был избран фронтовыми работниками членом коллегии Воздушного флота МВО и исполнял обязанности секретаря коллегии до июня 1918 года, совмещая должность командира 5-го истребительного авиаотряда. В 1919 году назначен командиром воздушного флота 10-й армии, а несколько позже и 9-й армии, затем назначен командиром авиации Юго-Восточного фронта. С 1920 года состоял в должности помощника начальника Воздушного флота Кавказского фронта.
В 1921 году вызван в Москву и назначен Начальником Авиаотдела Штавоздухреспа. С августа 1922 года помощник главного начальника Воздушного флота по снабжению. В 1926 году стал начальником тактического управления ВВС РККА. В 1931—1933 годах являлся начальником оперативно-разведывательного управления ВВС РККА. В 1933—1934 годах начальник штаба управления ВВС РККА и член комиссии по подведению итогов учений тяжелобомбардировочной авиации на Дальнем Востоке и в Забайкалье.
С ноября 1934 года член Военного совета при Наркомате обороны СССР, заместитель начальника Воздушных сил РККА. В 1936 году, когда была создана советская стратегическая бомбардировочная авиация, В. В. Хрипин, как один из видных теоретиков и поборников её создания, был назначен командующим авиационной армией особого назначения. В 1937 году стал главным инспектором ВВС при наркоме обороны СССР.
Практическую деятельность Хрипин сочетал с разработкой актуальных проблем строительства ВВС и их боевого применения, он автор нескольких трудов по тактике ВВС. В 1923—37 преподавал в Военно-воздушной академии РККА имени профессора Н. Е. Жуковского (ныне ВВИА).
Арестован 26 ноября 1937 года. Осуждён 29 июля 1938 года. Обвинение — участие в военно-фашистском заговоре и шпионаж. Сотрудниками ГУГБ НКВД СССР Н. Г. Николаевым (Журид) и Н. З. Ушаковым (Ушимирским) был забит до такой степени, что сам себя признал агентом нескольких иностранных разведок: с 1920 г. — французской, 1922 г. — германской, 1932 г. — итальянской, а также английской, чехословацкой и польской.
Расстрелян в Коммунарке Московской области, в тот же день.
Реабилитирован в июле 1956 года.

## Награды
- Орден Святого Станислава 3-й степени (1.07.1915)
- Орден Красного Знамени (№ 67) (Постановление ЦИК СССР от 22 февраля 1933 г.)
- Орден Красной Звезды (14 мая 1936) — «за организацию и проведение образцового порядка в день первомайского парада и демонстрации»[2]